# Córrego Fundo
Córrego Fundo est une municipalité brésilienne de l'État du Minas Gerais et la microrégion de Formiga.